# 656

## Události
- Vznikla oficiální písemná verze Koránu (dnes všeobecně uznávaná), tedy až po smrti Proroka Mohameda, a to tzv. Uthmánskou redakcí, zásluhou prvních chalífů.

## Hlavy států
- Papež – Evžen I. (654/655–657)
- České země (Sámova říše) – Sámo
- Byzantská říše – Konstans II.
- Franská říše
  - Neustrie & Burgundsko – Chlodvík II. (639–658)
  - Austrasie – Sigibert III. (634–656) » Childebert Adoptovaný (656–661) + Grimoald (majordomus) (643–657)
- Anglie
  - Wessex – Cenwalh
  - Essex – Sigeberht II. Dobrý
  - Mercie – Peada » Oswiu
- První bulharská říše – Kuvrat (630–641/668)?